# Zone auto-administrée Danu
La zone auto-administrée Danu (birman : ဓနု ကိုယ်ပိုင်အုပ်ချုပ်ခွင့်ရ ဒေသ [dənṵ kòbàɪɰ̃ ʔoʊʔtɕʰoʊʔ kʰwɪ̰ɰ̃ja̰ dèθa̰]), tel que stipulé par la Constitution de la Birmanie de 2008, est une zone auto-administrée composée de deux cantons de l'État shan. La zone est auto-administrée par le peuple Danu. Son nom officiel est annoncé par décret le 20 août 2010.

## Gouvernement et politique
La zone auto-administrée Danu est administrée par un organe directeur composé d'au moins dix membres et comprenant des membres de l'Assemblée de l'État shan (en) élus dans la zone et des membres nommés par les forces armées birmanes. L'organe directeur exerce des fonctions exécutives et législatives et est dirigé par un président, actuellement Arkar Lin. L'organe directeur est compétent dans dix domaines politiques, notamment le développement urbain et rural, la construction et l'entretien des routes et la santé publique.

## Divisions administratives

Localisation dans l'État shan.

La zone est divisée en deux cantons, le canton de Pindaya (en) et le canton de Ywangan (en). Les deux cantons font administrativement partie du district de Taunggyi (en).